# Млађи референт
Млађи референт (енгл. The Intern) амерички је хумористичко-драмски филм из 2015. године у режији и по сценарију Ненси Мајерс. Главне улоге тумаче Роберт де Ниро и Ен Хатавеј, а прати 70-годишњег удовца који постаје млађи референт на модном веб-сајту, где ствара невероватно пријатељство са радохоличном извршном директорком предузећа.
Приказан је 25. септембра у Сједињеним Америчким Државама, односно 31. децембра у Србији. Упркос помешаним рецензијама критичара остварио је комерцијални успех, зарадивши преко 195 милиона долара широм света.

## Радња
Како би се укључио у друштво, осећао се корисним и повратио живахност у свој живот, 70-годишњи пензионер Бен одлучи да се запосли као приправник уредништва моднога часописа. Млада главна уредница одлучује да учини тај корак и једног 70-годишњака запосли као свог асистента.

## Улоге
| Глумац         | Улога         |
| -------------- | ------------- |
| Роберт де Ниро | Бен Витакер   |
| Ен Хатавеј     | Џулс Остин    |
| Рене Русо      | Фиона         |
| Андерс Холм    | Мет Остин     |
| Ендру Ранелс   | Камерон       |
| Адам Девајн    | Џејсон        |
| Зек Пирлман    | Дејвис        |
| Џејсон Орли    | Луис          |
| Кристина Шерер | Беки          |
| Џоџо Кушнер    | Пејџ Остин    |
| Нет Вулф       | Џастин        |
| Линда Лавин    | Пети          |
| Силија Вестон  | Дорис         |
| Мери Кеј Плејс | госпођа Остин |
| Стив Виновић   | Мајлс         |
| Моли Бернард   | Саманта       |